# جون يانغ
جون يانغ (بالإنجليزية: John Yang)‏ هو صحفي وكاتب أمريكي، ولد في 10 فبراير 1958 في تشيليكوث في الولايات المتحدة.